# San Miguel Tulancingo
San Miguel Tulancingo es una localidad del estado mexicano de Oaxaca. Es cabecera del municipio de San Miguel Tulancingo.

## Demografía
| Censo | Población |
| ----- | --------- |
| 1900  | 1160      |
| 1910  | 951       |
| 1921  | 765       |
| 1930  | 896       |
| 1940  | 917       |
| 1950  | 1052      |
| 1960  | 933       |
| 1970  | 964       |
| 1980  | 642       |
| 1990  | 373       |
| 1995  | 392       |
| 2000  | 297       |
| 2005  | 228       |
| 2010  | 254       |
| 2020  | 230       |